# BBQ太郎
BBQ太郎は、株式会社Q太郎フーズ（キュータロウフーズ、Q-Taro Foods CO., LTD.）がフランチャイズ展開している宅配バーベキューチェーン。

## 概要

### 株式会社Q太郎フーズ
株式会社Q太郎フーズ（英: Q-Taro Foods Co., Ltd.）は、福岡県糟屋郡粕屋町に本社を置く、宅配バーベキューサービスを提供する企業である。2012年に創業し、現在は福岡、東京、埼玉、神戸などのエリアに展開している。

### 事業内容
- バーベキューケータリング事業 - 食材不要、準備不要、片付け不要の出張・宅配レンタルバーベキューサービスBBQ太郎を運営する。
- 常設バーベキュー場運営 - トリアス久山モール内に常設バーベキュー場「バーベQパーク」をオープンした[2]。また、福岡市東区の奈多海岸 (福岡県)の指定管理業者となる。
- FC (フランチャイズ)事業 - 2018年日本経済新聞社が東京ビッグサイトにて開催した「フランチャイズ・ショー 2018」への出店をきっかけに全国にフランチャイズ加盟店を増やす[3]。現在は東京、神戸、静岡、埼玉、奈良、愛知、大阪、京都、滋賀などに加盟店があり直営店を含め全国27店舗を展開している。
- 全国自治体や公園管理団体との提携 - アグリパークゆめすぎと[4][5]、しらこばと水上公園[6]、熊谷市スポーツ文化公園[7]、びん沼自然公園にてBBQパークの運営を行う[8]。